# (74421) 1999 AW24
(74421) 1999 AW24 – planetoida z pasa głównego asteroid okrążająca Słońce w ciągu 5,63 lat w średniej odległości 3,16 j.a. Odkryta 15 stycznia 1999 roku.